# Pselaphostena longepalpalpis montana
Pselaphostena longepalpalpis montana es una subespecie de coleóptero de la familia Mordellidae.

## Distribución geográfica
Habita en Lesoto.